# AMD Radeon Latte

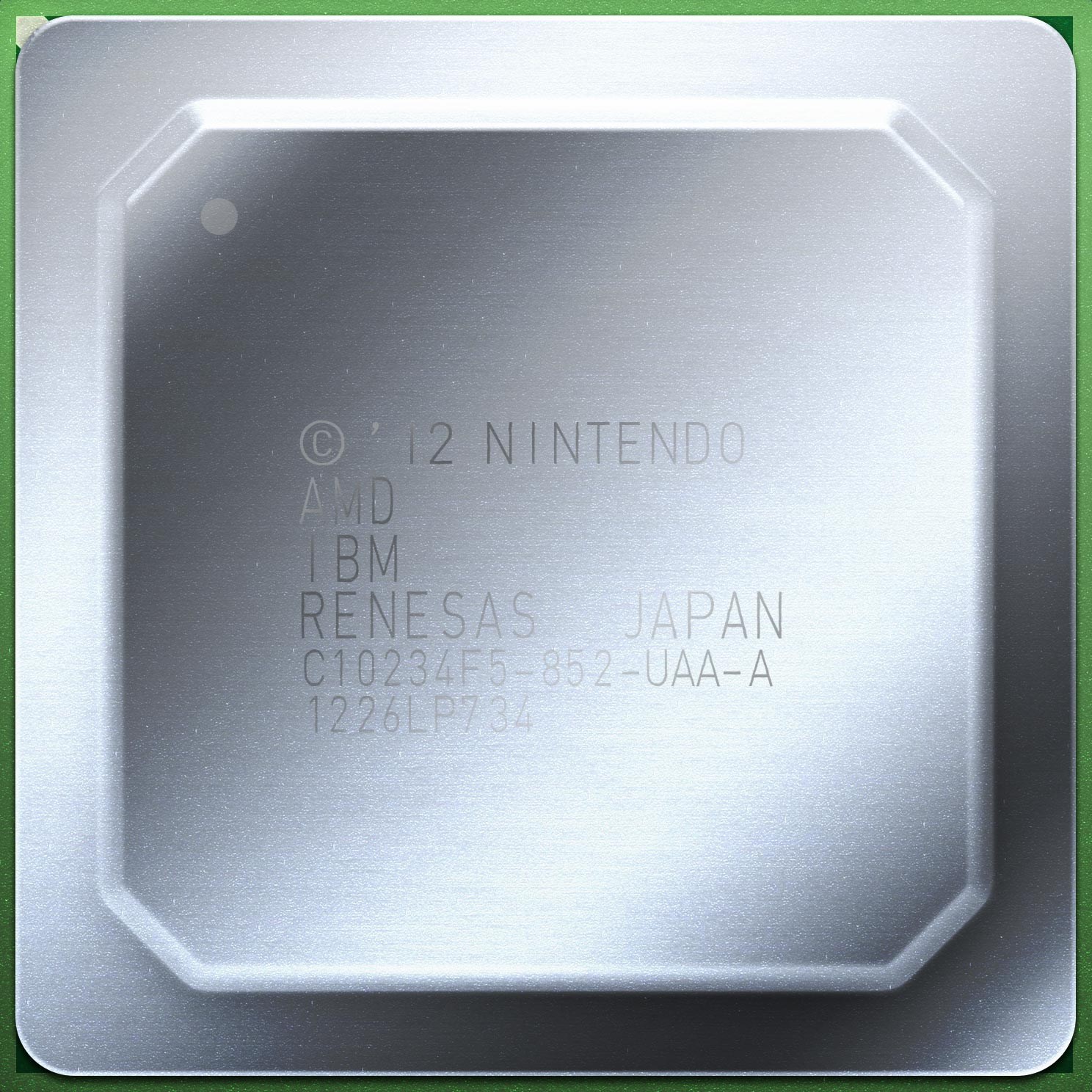
Una ilustración del MCM de Wii U con difusor de calor. Las marcas indican que el diseñado fue hecho por Nintendo, y sus componentes son fabricados por AMD, IBM y Renesas.

AMD Radeon Latte es el nombre en clave de la unidad de procesamiento gráfico (GPU) y del chip I/O utilizado en la consola de videojuegos Wii U de Nintendo. Fue diseñado por Nintendo y AMD y, en la actualidad se está produciendo 40nm usando un proceso CMOS avanzado. El chip Latte reside junto con una CPU de IBM en un MCM fabricado por Renesas. Fue revelado en el E3 2011, en junio de 2011 y se lanzó en noviembre de 2012.

## Diseño
AMD y Nintendo han revelado que el chip gráfico Latte se basa en la serie "Radeon HD" de GPUs. Aunque ha habido varios informes de la GPU está basado en la familia de GPUs AMD R700, equivalente a una GPU ATI Radeon HD 4870, revelando un diseño totalmente personalizado que no se asemeja a ningún GPU existente en el mercado actual. Es la matriz más grande de MCM de la Wii U. El chip contiene un DSP de audio, eDRAM y componentes para que pueda utilizar la retrocompatibilidad con Wii.
Asimismo AMD ha confirmado que el GPU es un AMD Radeon E6760 mejorado excepto por la velocidad de reloj, de 600MHz y la de Latte es de 550MHz.

## Especificaciones técnicas
- 3 bloques separados de la memoria:
  - 1 bloque de 32 MB de eDRAM;
  - 1 bloque de 1 MB de SRAM - utilizado posiblemente en "modo Wii";
  - 1 bloque de 2 MB de eDRAM.
- Unidades de procesamiento de flujo (SPU): 320.
- Frecuencia de reloj: 550 MHz.
- ROP de: 8.
- Textura unidades de asignación: 16.

- Datos: Q16301196